# LoveSong 〜My song for you〜
『LoveSong 〜My song for you〜』（ラブソング マイ・ソング・フォー・ユー）は、日本の女性歌手・島谷ひとみの10枚目のオリジナル・アルバム。2021年9月4日に AI.R LAND RECORD からリリースされた。
本作は、島谷としては初めて“ラブソング”に特化したアルバムであり、コロナ禍による生きづらさを抱えた今の時代を救うキーワードとして、「愛」をテーマにしている。それも王道のラブソング集というよりは、家族愛、人間愛、音楽愛など、様々な場面で感じる愛の形を綴った楽曲11曲を収めたものになっている。
サウンドプロデューサーには YANAGIMAN を起用した。これまで専ら日本で活動してきた島谷は、海外で揉まれてきた YANAGIMAN の音作りが「これまで持っていなかった歌い方や表現方法、新しい自分を引き出してくれた」とコメントしている。収録曲は、全曲シングル曲をモットーに、MINMI、Micro (Def Tech)、中西圭三とのコラボレーションの他、川村結花、コモリタミノル、小倉しんこう、鶴久政治などから楽曲提供を受けた。島谷自身も複数の作詞に加わり、メロディとじっくり向き合いながら「今の男女関係や今の時代ってこうだよね」という愛の姿を詞に込めた。

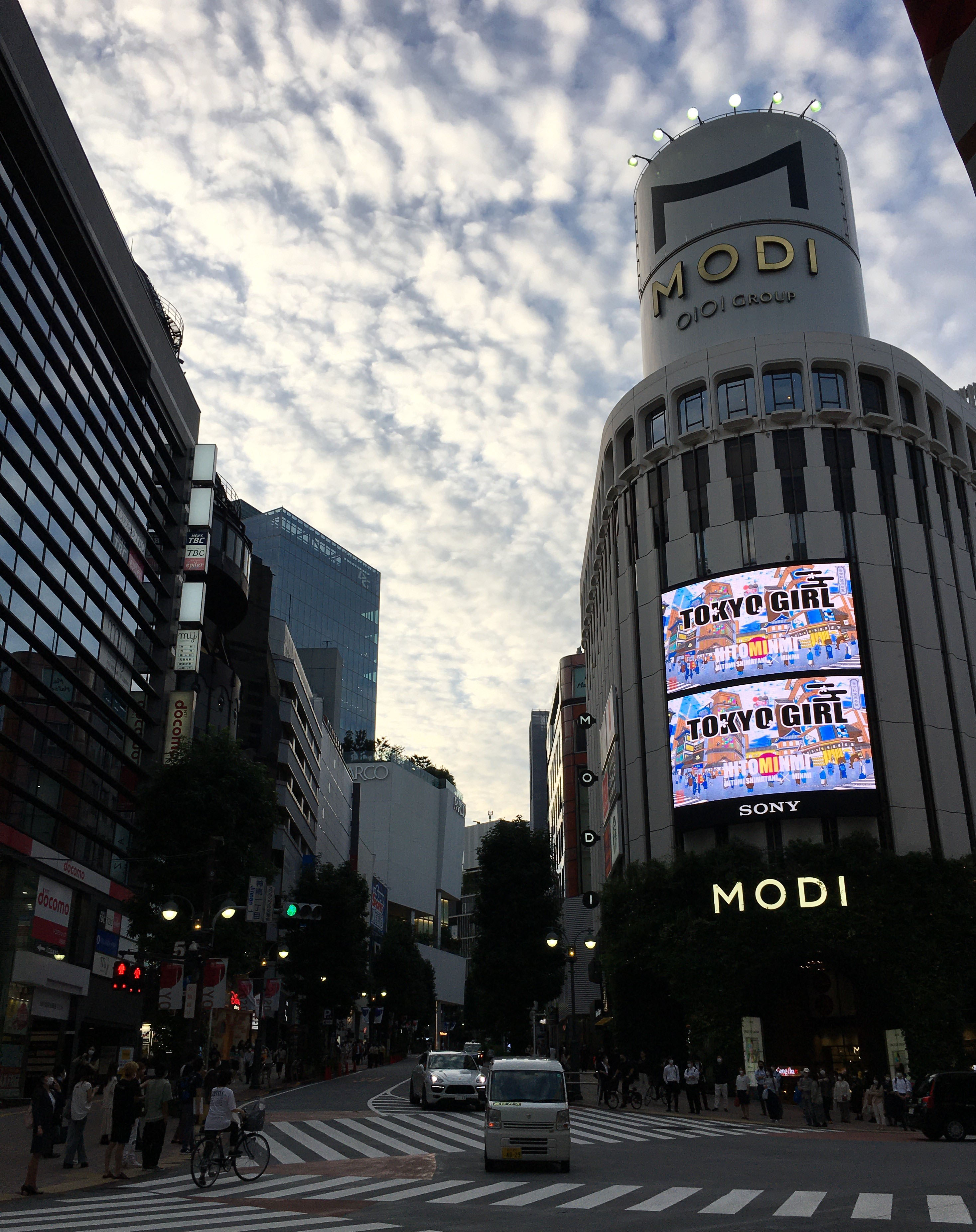
渋谷の大型ビジョンでのプロモーション（2021年9月7日）

プロモーションとしては、アルバムの一部の楽曲をリリースに先行して毎月シングルカット的に配信しスピンアウトさせる、6ケ月連続で渋谷の大型ビジョンで楽曲を配信する、といった手法がとられた。またアルバムのリリースに合わせて、作品が愛をテーマにしていること、コロナ禍で大型施設の利用が難しいことを踏まえ、全国の教会を巡るライブツアーを行なった。

## 収録曲
1. エンドロールまで
作詞・作曲：小倉しんこう / 編曲：YANAGIMAN
2. ALICE
作詞：長栖慧 / 作曲・編曲：YANAGIMAN
3. 真夜中のドア ～STAY WITH ME〜
作詞：三浦徳子 / 作曲：林哲司 / 編曲：YANAGIMAN
4. ふたりぼっち / 島谷ひとみ × Micro (Def Tech)
作詞：島谷ひとみ & Micro (Def Tech) / 作曲：Micro (Def Tech) & YANAGIMAN / 編曲：YANAGIMAN
  - 本曲はアルバムのリリースに先立ち、8月13日にリリースされた[8]。
5. TOKYO GIRL / HITOMINMI（島谷ひとみ×MINMI）
作詞：MINMI / 作曲：MINMI & YANAGIMAN / 編曲：YANAGIMAN
  - 本曲はアルバムのリリースに先立ち、7月23日にリリースされた[9]。島谷と MINMI の初コラボ作品であり、YANAGIMAN が書き下ろしたアッパーチューンな“ジャパニーズレゲエ”[9]。「東京から全国・世界に勇気と希望を！」をテーマに[9]、東京に渦巻く若い男女の渇望とエネルギーを、島谷が珍しく民謡のこぶしをきかせながら歌い上げている[10]。本曲は2021年7月にチリの J-POP チャートで8位を記録した[11]。浮世絵をモチーフにしたミュージックビデオは瀬川三十七が担当した[12]。
6. がんばろ、ね。
作詞・作曲：川村結花[13] / 編曲：YANAGIMAN
7. Party Monster / 島谷ひとみ & 中西圭三[14]
作詞・作曲・編曲：YANAGIMAN
8. 君は無敵さ 僕も無敵さ
作詞：大柴広己[15] / 作曲：コモリタミノル[16] / 編曲：コモリタミノル[17]
9. 名も無い花
作詞・作曲：田中亮介[18] / 編曲：YANAGIMAN、田中亮介[17]
10. 月のワルツ
作詞：福岡良太 / 作曲：山下和彰 & 福岡良太[19] / 編曲：YANAGIMAN
11. Will you marry me?
作詞：島谷ひとみ / 作曲：鶴久政治[20] / 編曲：YANAGIMAN
  - アルバムリード曲[21]。札幌テレビ『ジョシスタ あいく的』9月オープニングテーマ[22]、テレビ埼玉『いろはに千鳥』エンディングテーマに採用された[23]。

発売形態は、CD のみの Type-A と、『CROSS OVER 2020 at 浜離宮朝日ホール DVD』を加えた Type-B の2形態となった。